# Aphthona flava
Aphthona flava är en skalbaggsart som beskrevs av Guillebeau 1894. Aphthona flava ingår i släktet Aphthona och familjen bladbaggar. Inga underarter finns listade i Catalogue of Life.

## Bildgalleri

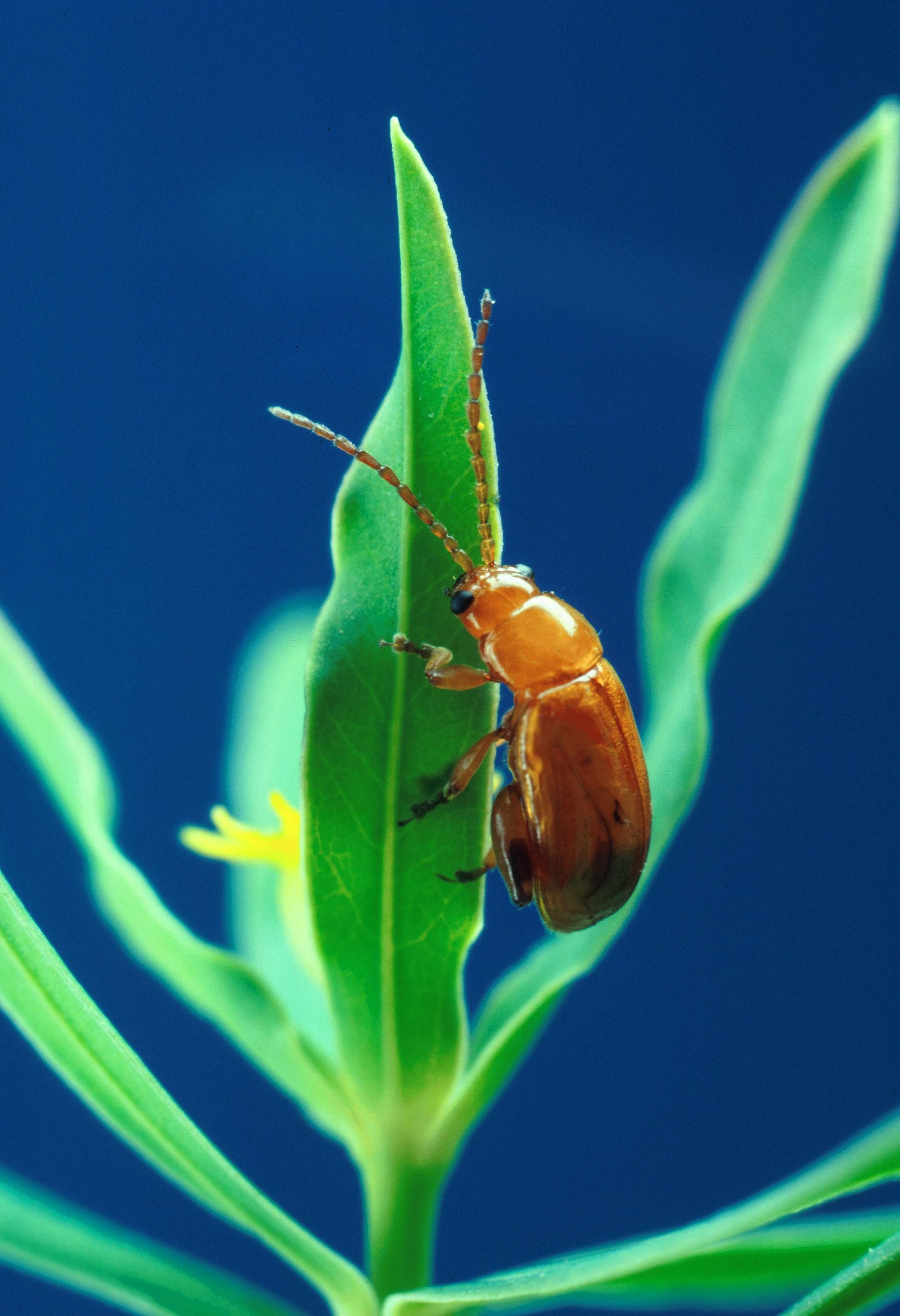
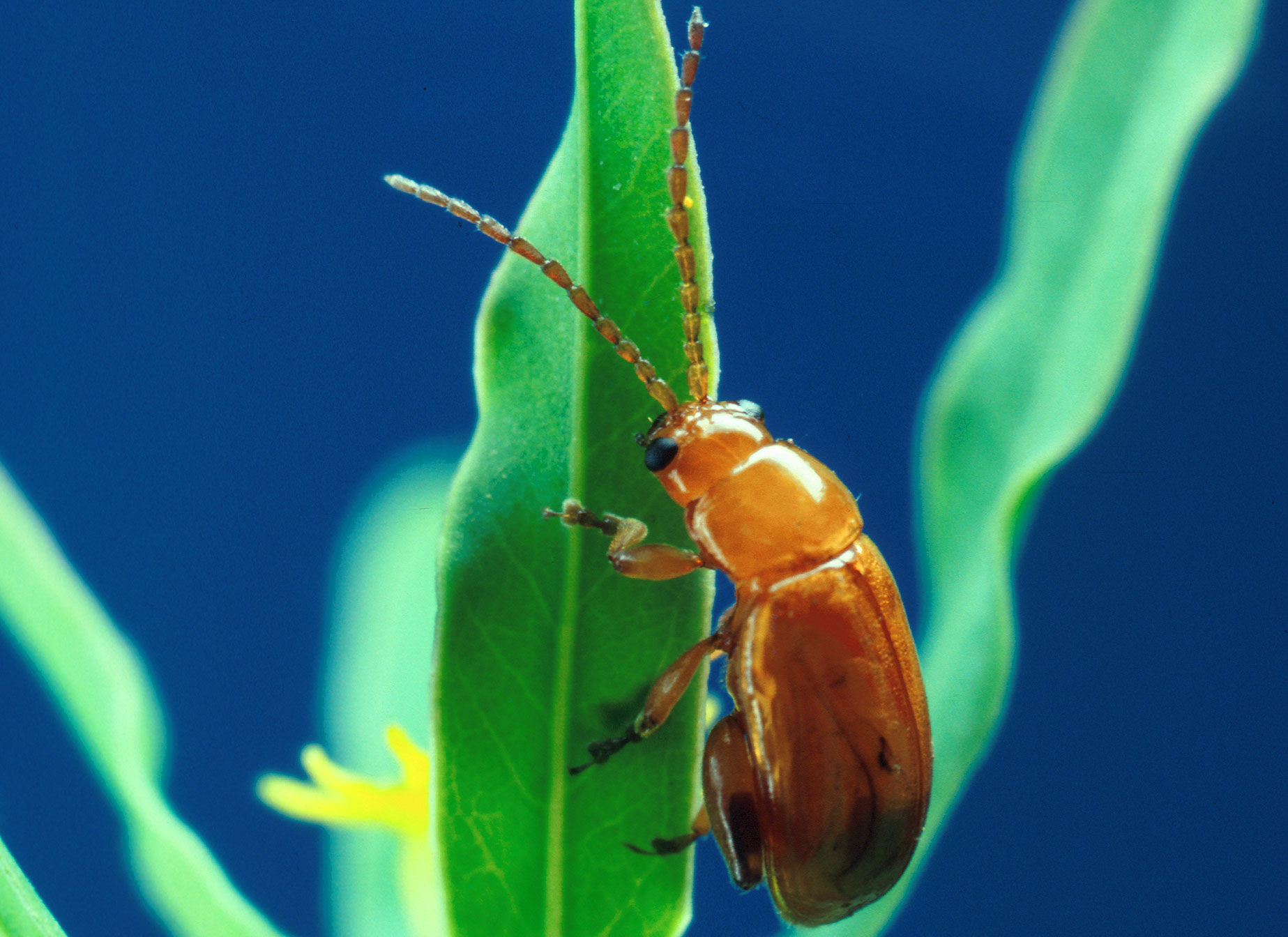